# 坝王束腰蟹
坝王束腰蟹（学名：Somanniathelphusa bawangensis）为束腹蟹科束腰蟹属的动物。在中国大陆，分布于海南岛等地，一般栖息于水田、溪流中。